# Győr vármegye

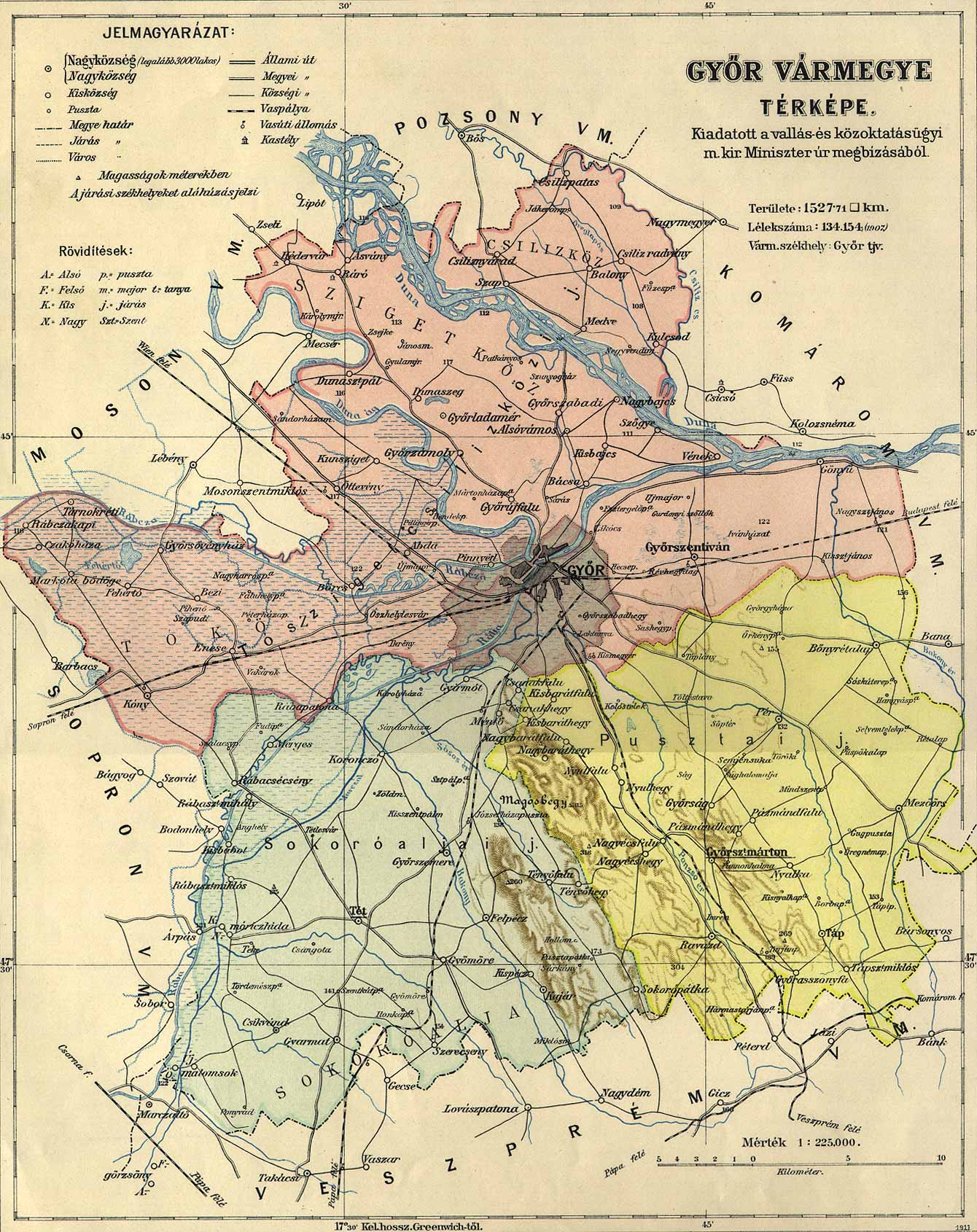
Győr vármegye közigazgatási térképe 1910-ből

Győr vármegye (németül: Komitat Raab, latinul: Comitatus Jauriensis, Jaurensis, Arabonensis, Arraboniensis, Javariensis, Raab, szlovákul: Rábsky komitát) közigazgatási egység volt a Magyar Királyság dunántúli részében. A terület ma Magyarország és Szlovákia között van felosztva. Központja Győr volt.

## Földrajz
Győr vármegye területének legnagyobb része síkság, csak délen találhatók némi dombok. Síksága a Kisalföldhöz tartozik, a dombság a Bakony legészakibb csoportja. Folyóvizekben mindig gazdag volt (árvíz jellemző volt a vármegyére) (Duna, Rába, Rábca, Marcal).
Északról Pozsony vármegye, keletről Komárom vármegye, délről Veszprém vármegye, nyugatról Sopron vármegye, északnyugatról pedig Moson vármegye határolta.

## Történelem
Győr vármegye a legöregebb magyar vármegyék egyike. Szent István király Győr (Geur) német lovagot nevezte ki győri ispánná. Ő a Győr nemzetség őse, és a város, illetve vármegye névadója is. 1177-ben említik először a ma minden történész által hitelesnek tartott ispánjának nevét. 1185-ben III. Béla magyar király egy oklevele utal a létező győri várispánságra. A vármegye iratai 1552-től a nemesi közgyűlés jegyzőkönyvei 1580-tól folyamatosan fennmaradtak.
Székesfehérvár 1543. évi török elfoglalása után a vármegye Győrtől délre eső területe török hódoltsági terület lett. 1593-ban a vármegyében 493,5 porta 859 adózó családfővel, 1594–1598 közt a vármegye teljesen török kézen volt. Az 1611-es nemesi összeírás szerint a vármegyében: 147 nemes jogállású személy, ebből 10 egyházi személy, vagy testület. 20 győri armalista (birtok nélküli) nemes, 41 bajcsi és bácsai prediális (egyházi) nemes, 30 falusi kisnemes, 4 rác nemes. 1616-ban történik első említése az alszolgabírói tisztségnek. 1619-ben a vármegye lakossága Győr város nélkül 150,25 porta, kb. 15 000 fő. 1623-ban keletkezett első adat a táblabírói tisztségre. 1681-ben Győrben 123 armalista, a vármegyében 15 predialista nemes, és 31 falusi kisnemes volt, 1715-ben pedig a vármegyében 8 nemes, 1517 jobbágy, 418 zsellér, összesen 1943 háztartás. Ebből 1911 magyar, 32 német háztartás. 1719-ben Győr város nélkül a vármegye lakossága kb. 13-14 000 fő. 1785–1790 közt II. József magyar király rendeletére összevonták Győr, Moson, Komárom, Sopron, Vas, Veszprém, Esztergom vármegyéket Győri Kerület néven a győri székhellyel.
A napóleoni háborúk során, 1809. augusztus és november közt a vármegye területe, Csilizköz kivételével, francia megszállás alá került.
1888-ban a vármegye lakossága Győr város nélkül 109 493 fő, területe 1381,11 km². 1918-tól a vármegye Dunától északra fekvő területei Csehszlovákia része lett. 1920-ban a vármegye lakossága Győr város nélkül 90 839 fő, területe 1397 km².
1923-ban Magyarországon maradt területeit a szintén csonka Moson és Pozsony vármegyékkel összevonták, létrehozva Győr, Moson és Pozsony közigazgatásilag egyelőre egyesített vármegyét, melynek neve a második világháború után Győr-Moson megye lett. Ez az 1950-es megyerendezéskor egyesült Sopron megyével, így jött létre Győr-Sopron megye, neve 1990 óta Győr-Moson-Sopron megye.

## Lakosság
A vármegye összlakossága 1910-ben 136 295 fő volt, ebből:
- 133 569 (98%) magyar
- 2044 (1,5%) német
- 682 (0,5%) szlovák és horvát

## Közigazgatás
A vármegye a 19. század végétől, amikor a megyéknek állandó járási székhelyeket kellett kijelölniük, három járásra volt felosztva:
- Pusztai járás, székhelye Győrszentmárton, neve 1940-től Pannonhalmi járás
- Sokoróaljai járás, székhelye Tét
- Tószigetcsilizközi járás, székhelye Győr

## Győr vármegye ispánjai, főispánjai, vezetői
- Geur, 1000 után
- György, 1137
- Pok nembeli (?) Kornél (az első, minden kutató által hitelesnek tartott győri ispán), 1177
- Damján, 1188
- Kornél, 1192
- Márton, 1209
- Miklós, 1212
- Jula, 1221
- Hedrik, 1223–1231
- Simon, 1232–1234
- Buzát, 1237
- Miklós, 1239
- Móric, 1243
- Detrik, 1251
- Lőrinc, 1258
- Dénes, 1271
- Selta (Selke), 1274
- László, 1291
- Pál, 1299
- Simon, 1300
- Héder nembeli Kőszegi Miklós (győri püspök is), 1313–1318
- Nagymartoni Pál, 1318
- Hédervári Miklós, 1324–1330
- Hédervári Dezső, 1330
- Fonyi Balázs, 1332
- Zólyomi Doncs, 1332
- Doncs fia László, 1333
- Fonyi Balázs, 1335
- Meggyesi Móric, 1337–1338
- Meggyesi Simon, 1347–1360
- Gönyűi János, 1360–1379
- Himfi Benedek, 1379–1380
- Csáktornyai Lackfi István, 1391
- Marcali Dénes, 1398–1402
- Gersei Pető János, 1405
- Berencsi „Sáfár” István, 1411
- Silstrang Erhard, 1413–1417
- (Idősebb) Rozgonyi István, 1422–1439
- (Ifjabb) Rozgonyi János, 1441–1443
- Újlaki Miklós, 1451
- Salánki Ágoston (győri püspök is), 1453–1465
- Monoszlói Csupor Demeter (győri püspök is), 1466–1480
- Nagylucsei Orbán (győri püspök is) 1481–1486
- Erdődi Bakócz Tamás (győri püspök is), 1486–1494
- Snapek Zsigmond, 1494
- Szatmári Ferenc (győri püspök is), 1495–1508
- Erdődi Bakócz Tamás (esztergomi érsek is), 1509–1510
- Felsőszelestei és kövesszarvi Gosztonyi János (győri püspök is), 1510–1525
- Paksy Balázs (győri püspök is), 1525–1526
- Laki Bakith Pál, 1526 után 1537
- Laki Bakith Péter, 1537–1539
- Újlaki Ferenc (győri püspök is), 1540–1554
- Gregoriancz Pál (győri püspök is), 1554–1565
- Delfini Zakariás (győri bíboros-püspök is), 1565–1571
- Liszthy János (győri püspök is), 1572–1577
- Trakostyáni Draskovich György (győri püspök is), 1578–1587
- Heresinczy Péter (győri püspök is), 1587–1590
- Kutassy János (győri püspök is), 1592–1597
- Hetesi Pethe Márton (győri püspök is), 1598–1605
- Naprágyi Demeter (győri püspök is), 1606–1619
- Lépes Bálint (győri püspök is), 1619–1623
- Dallos Miklós (győri püspök is), 1623–1630
- Kissennyei báró Sennyei István (győri püspök is) 1630–1635
- Trakostyáni Draskovich György (győri püspök is) 1635–1650
- Szederkényi Püsky János (győri püspök is) 1651–1657
- Széchényi György (győri püspök is) 1658–1685
- Kollegradi Gróf Kollonich Lipót (győri püspök is) 1685–1695
- Wettin Keresztény Ágost, szász herceg (győri püspök is) 1696–1725
- Gróf Sinzendorff Fülöp Lajos (győri püspök is) 1726–1732
- Groll Adolf (győri püspök is) 1733–1743
- Vázsonykői gróf Zichy Ferenc (győri püspök is) 1743–1783
- Vázsonykői gróf Zichy Károly, 1783–1785
- Radványi gróf Győry Ferenc (győri kerületi főnök) 1785–1790
- Vázsonykői gróf Zichy Károly, 1790–1826
- Gróf Zichy-Ferraris Ferenc, 1826–1839
- Szolgaegyházi Marich Dávid, 1841–1845
- Galántai gróf Esterházy Károly, 1845–1848
- Szabó Kálmán (kormánybiztos) 1848
- Lukács Sándor (kormánybiztos) 1848
- Gróf Zichy-Ferraris Bódog (császári-királyi biztos) 1848–1849
- Lukács Sándor (kormánybiztos) 1849
- Rohonczy Ignác (császári-királyi polgári főbiztos) 1849–1850
- Dorner Ede (megye főnök) 1850–1860
- Gróf Zichy-Ferraris Bódog, 1860–1861
- Balogh Kornél, 1861–1867
- Gróf Zichy-Ferraris Bódog, 1867–1868
- Loósi és hédervári gróf Viczay Héder 1868–1873
- Sziklósi Szabó Kálmán, 1875–1882
- Hédervári gróf Khuen-Héderváry Károly 1882–1883
- Fiáth Ferenc, 1883–1884
- Németújvári gróf Batthyány Lajos, 1884–1892

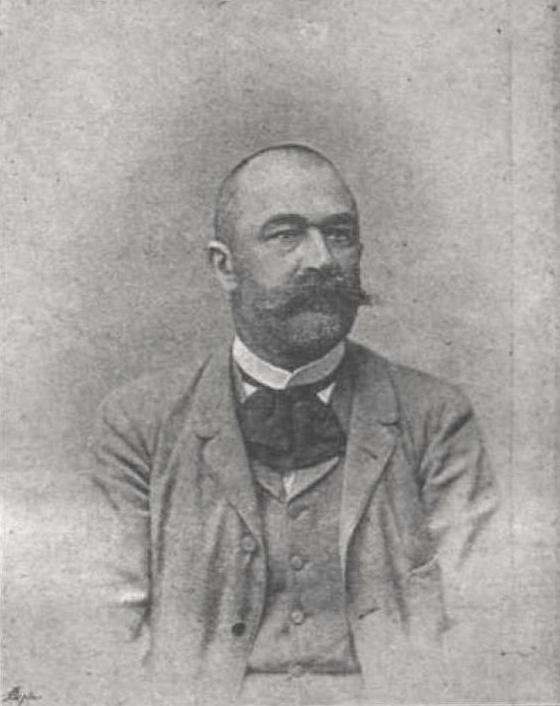
Laszberg Rudolf (Rezső)

- Gróf Laszberg Rudolf (Rezső) 1892–1906
- Zombori Lippay Géza, 1906–1910
- Goda Béla, 1910–1912
- Szodfridt József, 1912–1917
- Szabó István, 1917–1918
- Lippay Zoltán (kormánybiztos) 1918–1919
- Wajdits Béla (kormánybiztos) 1919
- Dr. Pogány Imre (a győri munkástanács vezetője) 1919. március 21–29.

I. Direktórium (1919. március 29. – május 3.) tagjai:
- Wajdits Béla (lemondott 1919. április első napjaiban)
- Dr. Pogány Imre, Nagy István.

II. Direktórium (1919. május 3. – 10.) tagjai:
- Szabó József, Wajdits Béla, Müller Károly (lemondtak)

III. Direktórium (1919. május 10. – 28.) tagjai:
- Müller Károly, Wajdits Béla (kilép a direktóriumból 1919. május 18. – 28. közt), Nits István (1919. május 18-án leváltják)
- Zemanek Antal (Nits István helyére lép 1919. május 18-án)
- Müller Károly (a győri munkástanács intéző bizottságának elnöke) 1919. május 28. – augusztus 7.
- Bibiti és legéndi Horváth Bálint (kormánybiztos-főispán) 1919. augusztus – 1920 tavasza.

## A győri török szandzsák vezetői
- Oszmán pasa, volt szkourai bég 1594. szeptember 29. után – 1595. augusztus 5. Esztergom ostrománál esett el.
- Ali Mahmud pasa, sorrentói olasz renegát 1595. augusztus 5. után – 1598. március 29.